# Černihiv
Černihiv (in ucraino Чернігів?; in russo Чернигов?, Černigov) è una città dell'Ucraina settentrionale ed ospita l'amministrazione dell'omonima oblast' e dell'omonimo distretto. Nel 2022 aveva una popolazione di 282 747 abitanti.
Fino al 18 luglio 2020, Černihiv era classificata come città di rilevanza regionale e costituiva un comune autonomo rispetto al distretto di Černihiv, anche se ne costituiva il centro amministrativo. Nell'ambito della riforma amministrativa dell'Ucraina, che ha ridotto a cinque il numero dei distretti dell'oblast' di Černihiv, Černihiv è entrata a far parte del distretto di Černihiv.

## Geografia fisica
Černihiv è situata sulla punta settentrionale della pianura del Dnipro sulle rive del fiume Desna, affluente di sinistra del Dnipro.

## Storia
La città fu fondata probabilmente tra il VII e l'VIII secolo ma la sua prima menzione documentata è nel 907 nel trattato Rus'-bizantino firmato tra la Rus' di Kiev, della quale faceva parte, e l'Impero bizantino. Probabilmente già negli ultimi anni del X secolo la città aveva governanti propri; a quest'epoca risale la Tomba Nera, uno dei più grandi kurgan dell'Europa orientale. A partire dagli inizi dell'XI secolo, essa divenne sede di un potente Principato retto da Mstislav Vladimirovič; i principi di Černihiv furono spesso in conflitto con gli omologhi di Kiev e spesso si impadronirono del trono kievano. Dopo un'epoca di prosperità la città fu distrutta dai tatari nel 1239.
Dopo un periodo terribilmente oscuro, la città divenne parte integrante del Granducato di Lituania nel 1353. Il khan del Khanato di Crimea Meñli I Giray mise Černihiv a ferro e fuoco nuovamente nel 1482 e nel 1497. Tra il XV e il XVII secolo la città cambiò i suoi conquistatori diverse volte, passando dal Granducato lituano al Granducato di Mosca (tra il 1408 ed il 1503) e poi alla Confederazione polacco-lituana (fino al 1648) fino a quando nel 1667 il Trattato di Andrusovo non diede la città alla sovranità russa, diventando un importante centro dell'Etmanato cosacco.
Con l'abolizione dell'etmanato Černihiv divenne un centro amministrativo regionale all'interno dell'Impero russo, retta da un governatore generale nominato direttamente da San Pietroburgo. Dal 1797 divenne la capitale del Governatorato della Piccola Russia che nel 1802 fu suddiviso nel Governatorato di Černigov e in quello di Poltava.
Nel giugno 2022, durante l'invasione russa dell'Ucraina, Černihiv è stato ufficialmente riconosciuto come «Città dell’Eroe dell’Ucraina» (in ucraino: «Місто-герой України»), in onore della resistenza dei suoi cittadini di fronte a ripetuti attacchi militari.

### Simboli
Lo stemma di Černihiv, adottato con decisione del comitato esecutivo del consiglio comunale dei deputati del popoli il 1º dicembre 1992, è composto da uno scudo francese moderno argentato sul quale è raffigurata un'aquila nera ad ali spiegate e in posizione trionfante, volta a simboleggiare la forza e il coraggio; nella zampa sinistra impugna una croce bordonata d'oro allungata che taglia in diagonale lo stemma, a raffigurare le basi spirituali e l'influenza del cristianesimo nella storia della città. Sul capo dell'aquila è posta una corona nobile dorata a cinque punte, simbolo del titolo di città.
La bandiera è strettamente imparentata con lo stemma: può essere di forma rettangolare, con proporzioni 2:3, o quadrata di colore bianco con l'aquila nera coronata dello stemma posta al centro. La testa dell'aquila è girata verso l'asta della bandiera e sul retro della bandiera vi deve essere la sua immagine speculare.

## Monumenti e luoghi d'interesse

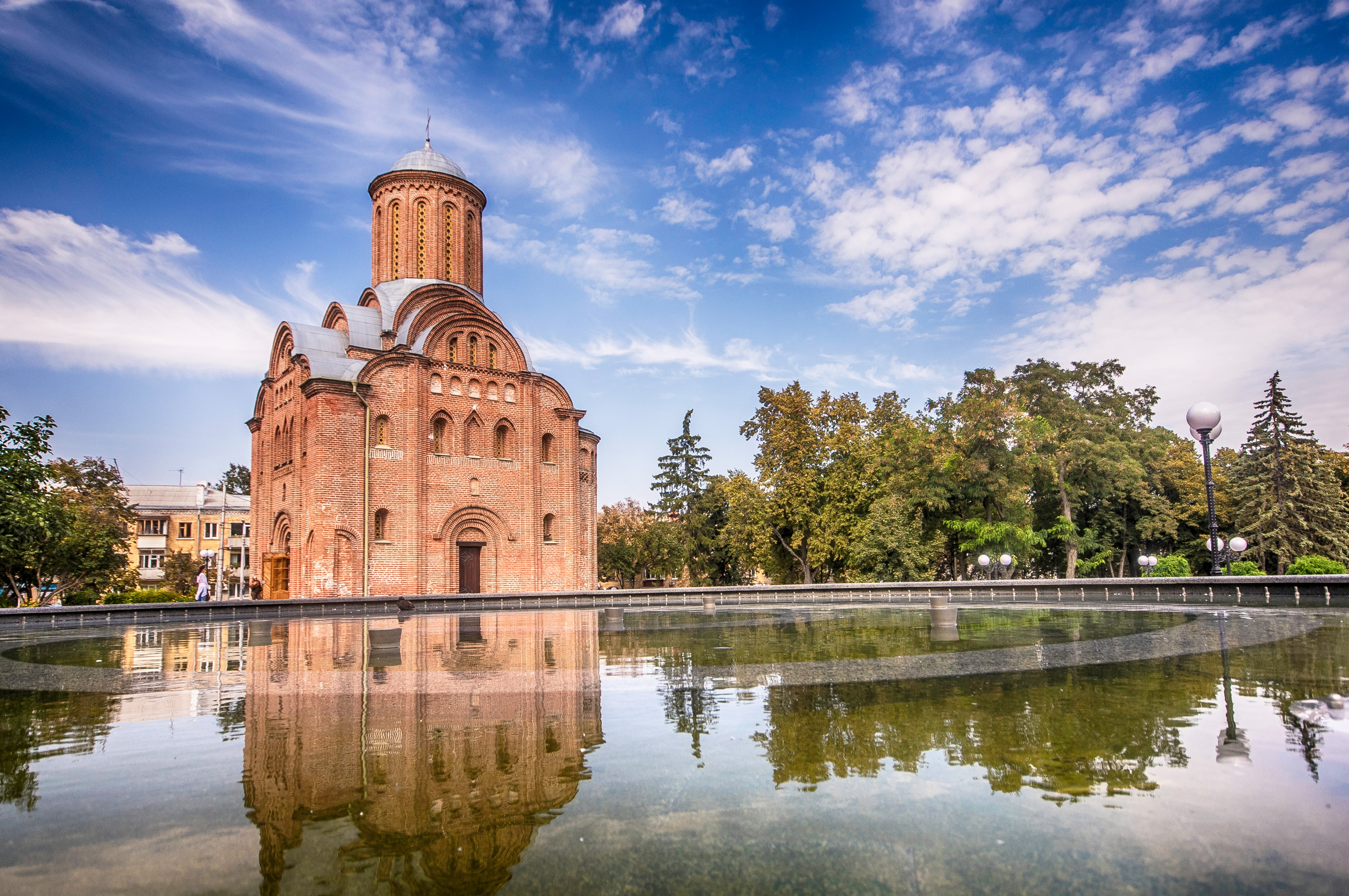
Chiesa di Santa Parasceva

L'architettura monumentale della città di Černihiv testimonia due diversi periodi di prosperità nella storia di questa città, il periodo di appartenenza alla Rus' di Kiev (XI e XII secolo) e quello dell'Etmanato cosacco (tra la fine del XVII secolo e gli inizi del XVIII).

### Architetture religiose
- Monastero della Trinità-Illins'kyj, Il monastero fu fondato nel 1069 da Antonio di Pečers'k con l'aiuto di Svjatoslav II di Kiev e fu dedicato alla Vergine Maria.
- Cattedrale del Santissimo Salvatore, chiesa più antica di tutta la città e dell'intera Ucraina, commissionata intorno al 1030 da Mstislav di Černihiv, il primo sovrano della città di cui si ha testimonianza, ma la chiesa venne completata solo molto più tardi da Jaroslav il Saggio.
- Cattedrale dei santi Boris e Gleb, che risale alla metà del XII secolo e venne ricostruita numerose volte nel corso della sua storia prima di essere definitivamente restaurata nel XX secolo. Completamente costruita in mattoni, la chiesa ha una sola navata a otto pilastri.
- Chiesa di Santa Parasceva, dedicata a Parasceva Pjatnica, piccolo capolavoro degli artisti che lavorarono a Černihiv. Fu edificata intorno al XII secolo e venne quasi interamente distrutta durante la seconda guerra mondiale. Fu ricostruita con la supervisione dell'architetto e storico dell'arte Pëtr Dmitrievič Baranovskij, che ne curò il restauro riportandola al suo aspetto originario.
- Chiesa di Santa Caterina, che risale al 1715 ed è costruita in stile barocco ucraino.
- Tomba Nera
- Collegio di Černihiv
- Casa di San Lorenzo di Černihiv

### Aree verdi
- Alture Boldina

### Architetture civili
Tra i più importanti palazzi residenziali occorre citare quelli edificati intorno al XVII secolo, periodo nel quale i Cosacchi erano di stanza nella città. Per questo motivo i due palazzi più importanti sono il palazzo del polkovnyk (alto ufficiale) Lyzohub (edificato intorno al 1690) e del polkovnyk Polubutok (edificato intorno al 1700).

## Cultura
- Ex Centro giovanile regionale di Černihiv, nella Piazza Rossa

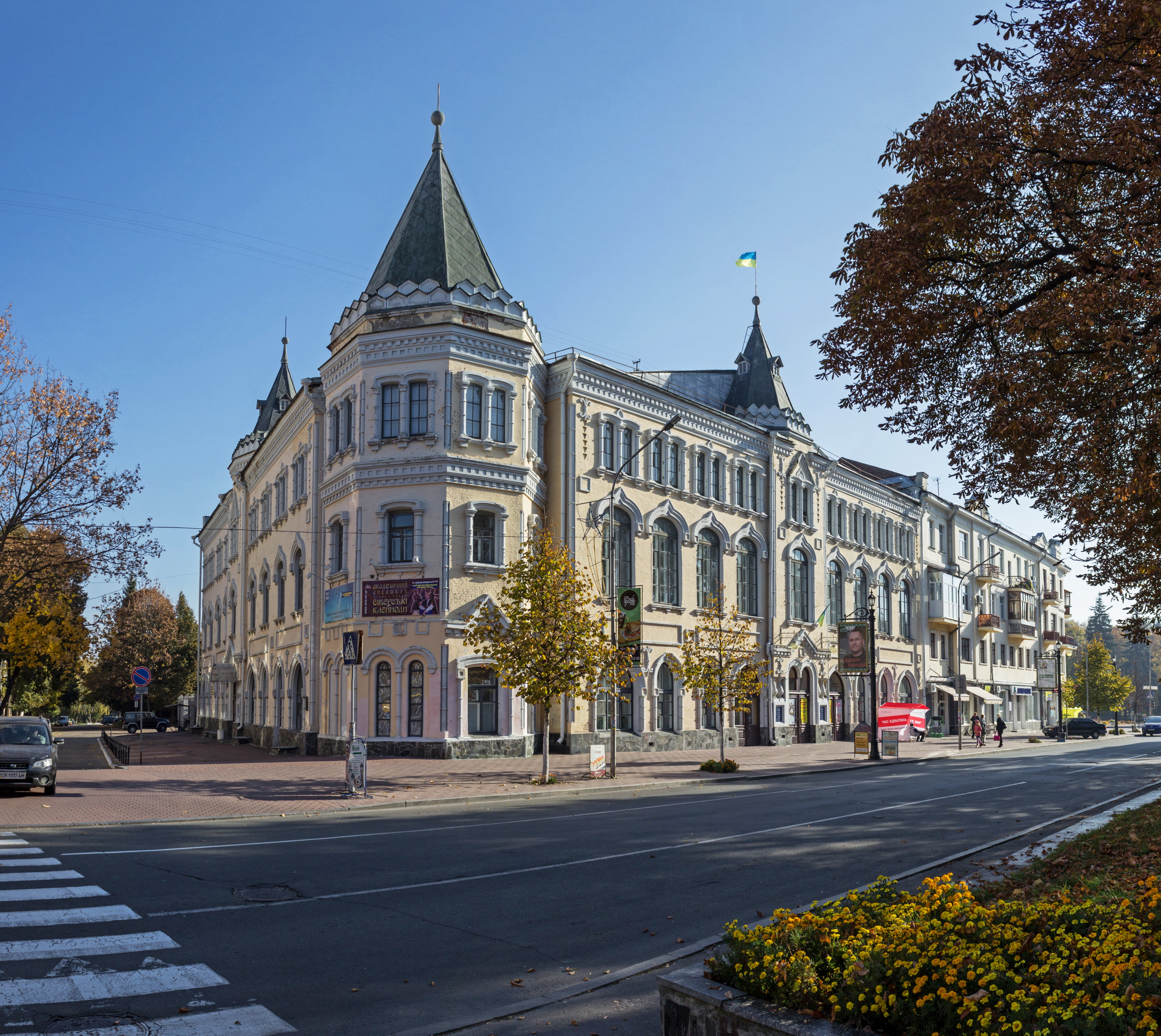
Filarmonica di Černihiv

### Musei
- Museo d'arte regionale di Černihiv
- Ex museo delle antichità ucraine di Černihiv, dal 1980 biblioteca regionale.

### Teatri e musica

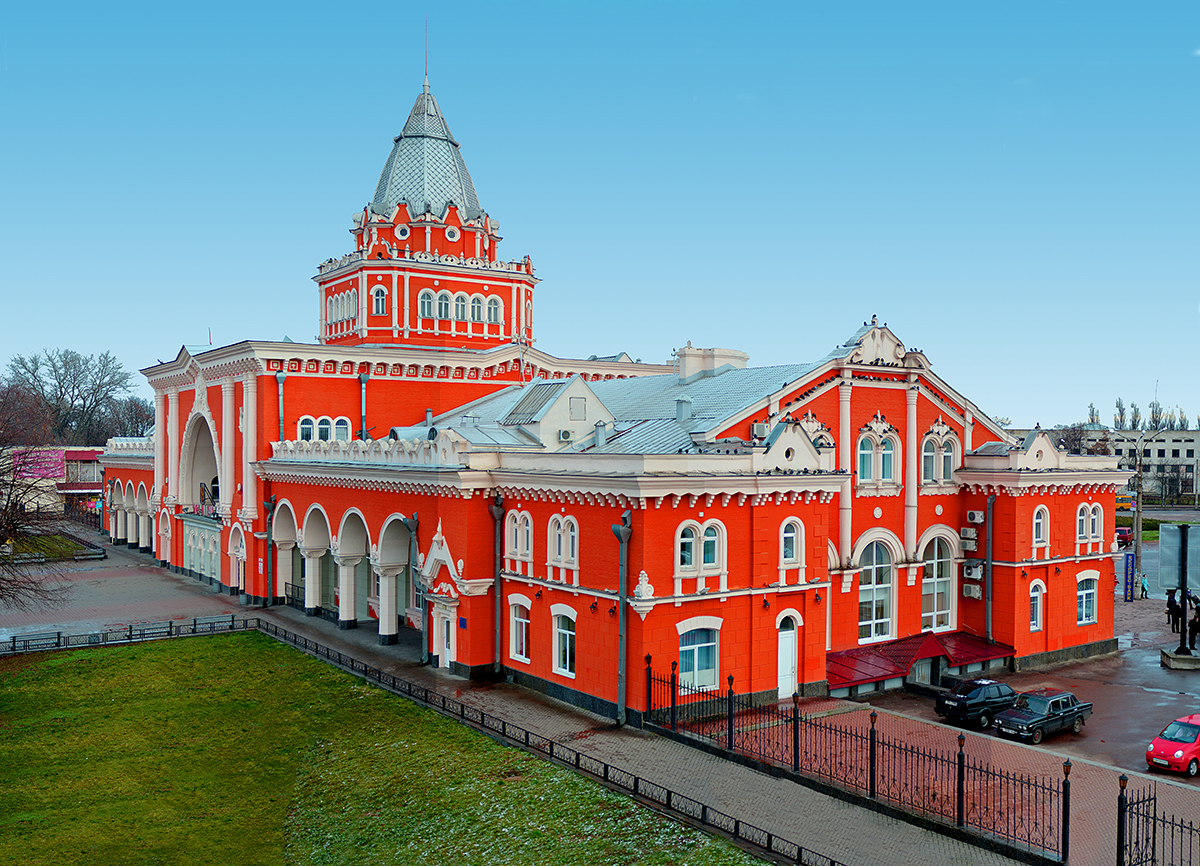
Stazione di Černihiv

- Filarmonica di Černihiv

## Infrastrutture e trasporti
Nella viabilità cittadina il ponte storico più antico è il Ponte Rosso. Il ponte più importante, il ponte stradale sul Desna, è stato quasi completamente distrutto durante l'invasione russa dell'Ucraina del 2022.

### Ferrovie
La città è servita dalla stazione di Černihiv.

### Mobilità urbana
La mobilità urbana è organizzata con una rete di autobus e filobus.

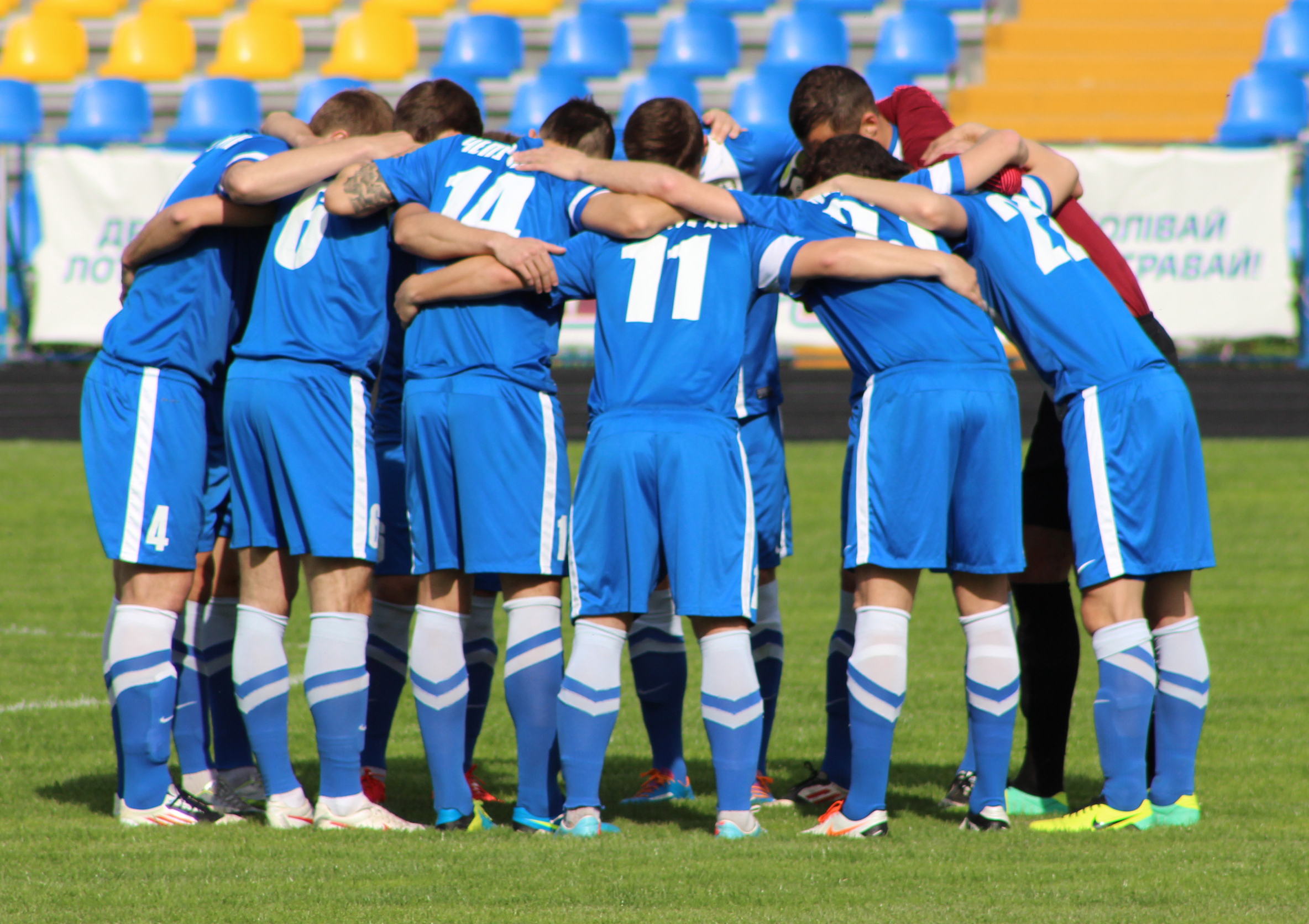
I giocatori del Desna nel 2014.

## Sport

### Calcio
La principale squadra maschile di calcio di Černihiv è il Desna Černihiv fondata nel 1960, e che disputa le sue partite nello Stadio Jurij Gagarin. La second squadra è il FC Černihiv che attualmente gioca nella Perša Liha. La Žinočyj Futbol'nyj Klub Lehenda, nota come ŽFK Legenda Černigov, è la principale squadra femminile cittadina. Nella città ci sono anche squadre come il Desna-2 Černihiv e Desna-3 Černihiv rispettivamente la squadra under 21 e under 19 del Desna Černihiv.

### Pallavolo
La città ha la sua squadra di pallavolo maschile, chiamata Burevisnyk Černihiv che gioca in Superliha.

### Basket
La squadra di basket della città è il BC Černihiv.

## Amministrazione

### Gemellaggi
- Gabrovo
- Homel'
- Hradec Králové
- Lappeenranta
- Memmingen
- Petah Tikva
- Tarnobrzeg
- Ogre
- Prilep
- Rzeszów